# ناحیه چواین
ناحیه چو این (انگلیسی: Cheoin District) یا چو این گو (کره‌ای: 처인구) بزرگ‌ترین ناحیه (گو) در یونگین است و در جنوب شرقی این شهر واقع شده‌است. این ناحیه چهار دونگ، دو اوپ و پنج میون دارد.

## جاذبه‌های گردشگری
یونگین ده‌جانگ‌گوم پارک ام‌بی‌سی در این ناحیه در یونگ‌چون-ری، به‌گام-میون واقع شده‌است. این پارک دارای نسخه بازتولیدشده قلعه‌ها، قصرها و حتی مسکن‌های مردم عادی از دوره‌های تاریخی مختلف کره است و به این خاطر محل فیلم‌برداری مجموعه‌های تلویزیونی مختلفی همچون افسانه جومونگ، ملکه سوندوک، افسانه دونگ‌یی و افسانه خورشید و ماه بوده‌است. هنگامی که فیلم‌برداری در این مکان فعال نباشد، تورهایی برای بازدید عموم برقرار می‌شود که شامل بازی‌های سنتی، لباس‌های تاریخی درباری و تیراندازی با کمان است.